# 夏桥街道
夏桥街道是中华人民共和国江苏省徐州市贾汪区一个已撤销的街道办事处。
2013年8月15日，中共贾汪区委批复同意撤销夏桥街道，将其所辖行政区域划归老矿街道。